# Old English Bulldog
O Antigo Buldogue inglês(em inglês:  old english bulldog), cão já extinto, teve sua origem na Grã Bretanha, e foi muito popular em toda a Europa até meados do século XIX. Hoje há uma nova raça criada nos anos 1970 que possui nome semelhante, a Olde English Bulldogge (são raças distintas), e não devem ser confundidas. Existem muitos projetos que tentam recriar o antigo buldogue extinto, porém muitos deles cedem aos modismos e preferências pessoais com traços exagerados e exóticos.

## História

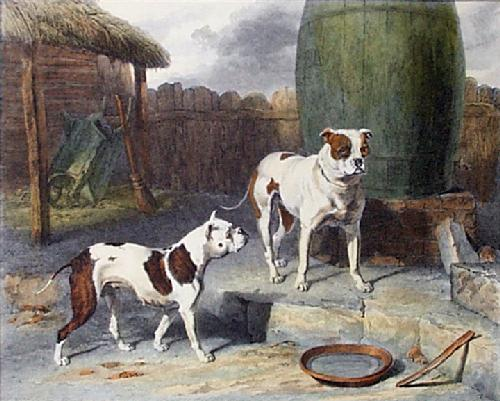
Antigos Bulldogs ingleses, gravura de 1811~1817. Crib e Rosa.

Estudiosos afirmam que o antigo buldogue inglês é um descendente direto do Alaunt, o cão do povo Alano, que também deu origem à diversas raças do tipo molosso utilizadas para caça e combate na Europa, à exemplo do: Dogue de Bordeaux, Buldogue espanhol e Bulleinbeisser (Buldogue alemão).
O antigo buldogue inglês foi muito utilizado no controle do gado bravio e posteriormente em espetáculos de bull-baiting (luta entre cães e touros) de onde herdou a nomeação "bull-dog"(cão de touro). Era um cão alto e forte, com característico prognatismo(não muito exagerado), próprio para morder o touro sem estragar a carne (tendo em vista, que os touros dos combates iriam para açougues logo após os eventos). Em 1835, quando leis proibiram a organização destes tipos de "esportes" na Grã-bretanha, o buldogue passou a ser utilizado em rinhas, mas logo perdeu lugar para cães bull-and-terrier.  

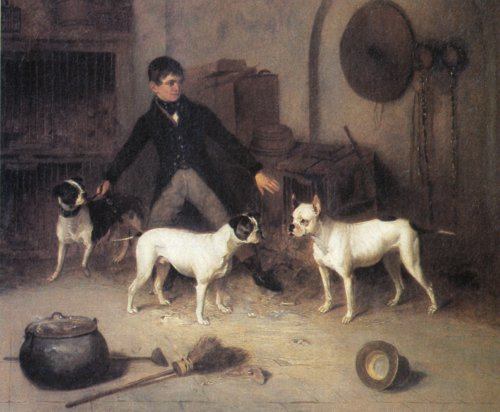
Garoto e três buldogues antigos, 1843, por Thomas Clayton

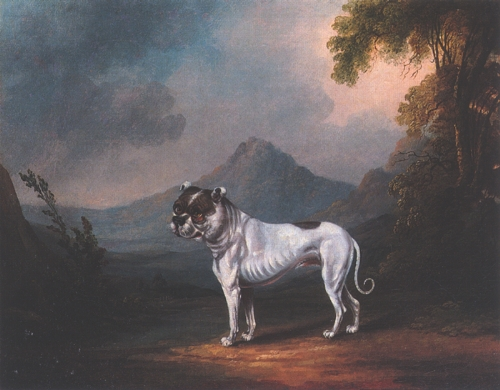
Ball, o bulldogue do padrão Philo kuon, por Henry Clowes. Anterior a 1871.

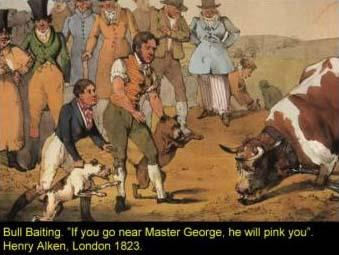
Bull-baiting. Combate entre Bulldogs e touro. 1823, por Henry Alken.

O extinto antigo buldogue é descrito em diversos livros, dentre os quais uma descrição em particular, de 1833, apesar de relatar alguns itens de incoerência científica, se destaca como uma das mais completas sobre a aparência deste extinto cão:
“Bull-dog (Canis Molossus), s. Um cão de forma particular, notável por sua coragem.

O bull-dog é de baixa estatura, de peito largo e forte nos ombros e coxas, e os músculos de ambos são extremamente desenvolvidos. Sua cabeça é larga, o focinho curto e o maxilar inferior se projeta além do superior, o que lhe dá um aspecto feroz e desagradável. Seus olhos são distantes e proeminentes, e têm um olhar peculiar e suspeito, que, com a distensão de suas narinas, lhe dá também um olhar de desprezo; e por seus dentes serem sempre vistos, ele tem a aparência constante de sorrir, enquanto ele é perfeitamente plácido. Ele é o mais feroz e implacável da tribo canina, e pode ser considerado o mais corajoso de todas as outras criaturas do mundo, pois ele atacará qualquer animal, qualquer que seja sua magnitude.
As mudanças internas que determinam os caracteres externos desse cão consistem em um grande desenvolvimento dos seios nasais frontais, um desenvolvimento que eleva os ossos da testa acima do nariz e atrai a cavidade cerebral na mesma direção.
Mas a qualidade mais importante, e que, talvez, que causa todas as outras, embora não possamos perceber a conexão, é a diminuição do cérebro. A capacidade cerebral do Bull-dog é sensivelmente menor que em qualquer outra raça; e é sem dúvida para a diminuição do encéfalo que devemos atribuir sua inferioridade a todos os outros em tudo relacionado à inteligência. O Bull-dog é pouco capaz de qualquer educação e não é capaz de nada além de combate e ferocidade.
Este animal leva o nome por ter sido empregado, em tempos antigos, em enfrentar o touro, e ele é usado para o mesmo propósito nos dias atuais, nos distritos onde esta diversão brutal ainda é praticada.
Nada pode exceder a fúria com a qual o Bull-dog cai sobre todos os outros animais, e a invencível obstinação com que ele mantém em seu domínio. Ao atacar o touro, ele sempre o agride na frente, e geralmente prende o lábio, a língua ou o olho, onde ele segura e segura, apesar dos esforços mais desesperados do outro para libertar-se de seu antagonista, o que permite prova ampla da incrível força e poder deste animal.
Sempre que um Bull-dog ataca qualquer uma das extremidades do corpo, é invariavelmente considerado uma marca de sua degeneração da pureza original do sangue. Filhotes vão atacar um touro e, assim, dar uma prova decidida de sua raça, quando com apenas seis meses de idade; e, se permitido, preferirão sofrer para serem destruídos do que desistir da disputa.
Embora este julgamento seja feito às vezes com os filhotes de uma ninhada particular, para demonstrar a pureza de sua descendência, e para provar que não houve nenhum acasalamento impróprio pelo qual a futura fama de sua posteridade pode ser afetada, ainda assim raramente em um ringue regular até dos quinze a dezoito meses de idade. Mas seus ligamentos não podem ser considerados em sua força total até que tenham pelo menos dois anos de idade. De fato, amadores dizem que eles não estão no auge até que tenham atingido quatro ou cinco anos de idade.

O Bull-dog é admitido pelos naturalistas como uma das raças originais e peculiares da Grã-Bretanha, e pode ser classificado, em termos de originalidade, com o cão de pastor e o galgo irlandês. Em vários distritos da Inglaterra, esta raça ainda é preservada em sua pureza nativa, por aquela classe de pessoas que se deleitam em bull-baiting e luta de cães; Ambas as diversões, igualmente desumanas, estão agora alegremente em declínio. - Brown.”— William Hamilton Maxwell The Field Book, 1833. Páginas 80 e 81
A fama da raça de ser um animal combatente, levou posteriormente países, como o Vaticano, a aprovarem leis que restringiam a circulação destes cães nas ruas, e com isto e outros fatores — como a perda de utilidade e sucessivos cruzamentos com outras raças — seu número e popularidade foram diminuindo, até ter sido considerado extinto no início do século XX sendo substituído pelo buldogue inglês moderno com o avanço das exposições de cães. Contudo, deixou muitas raças derivadas.

## Raças descendentes
O antigo bulldog inglês é, sem dúvida, a raça que possui o maior número de raças derivadas remanescentes. Antes de ser considerado extinto, foi cruzado com várias outras raças, acidentalmente ou intencionalmente, com o objetivo de se criar novos cães com as qualidades combativas de insensibilidade a dor e também com porte muscular do antigo bulldog, mas que tivessem também qualidades de outras raças, como a agilidade ou o olfato para a caça, e até mesmo para criar novas raças para a luta de cães.
Com estas miscigenações na Europa, sugiram várias raças, alguns exemplos são:
- boxer
- buldogue inglês - raça de companhia, criada a partir do antigo buldogue
- bull terrier
- bulldog francês
- bulmastife
- cão de fila de são miguel
- dogue de bordéus
- staffordshire bull terrier

Já nas Américas, europeus levaram o antigo buldogue inglês, e na lida diária enfrentada pelos colonos no novo mundo, surgiram outras raças como:
- american pit bull terrier
- buldogue americano
- buldogue campeiro
- buldogue serrano
- cimarron uruguayo
- dogo argentino
- fila brasileiro (especulação)